# Anaxyrus
Anaxyrus is een geslacht van kikkers uit de familie padden (Bufonidae). De groep werd voor het eerst wetenschappelijk beschreven door Johann Jakob von Tschudi in 1845. Later werd de wetenschappelijke naam Dromoplectrus gebruikt.
Er zijn 22 soorten die voorkomen in een groot gebied in Noord-Amerika, van Alaska en Canada tot Mexico.

## Soorten
Geslacht Anaxyrus
- Soort Anaxyrus americanus – Amerikaanse pad
- Soort Anaxyrus baxteri
- Soort Anaxyrus boreas – Noordelijke pad
- Soort Anaxyrus californicus
- Soort Anaxyrus canorus
- Soort Anaxyrus cognatus – Prairiepad
- Soort Anaxyrus compactilis
- Soort Anaxyrus debilis
- Soort Anaxyrus exsul – Zwarte pad
- Soort Anaxyrus fowleri
- Soort Anaxyrus hemiophrys
- Soort Anaxyrus houstonensis
- Soort Anaxyrus kelloggi
- Soort Anaxyrus mexicanus
- Soort Anaxyrus microscaphus
- Soort Anaxyrus nelsoni
- Soort Anaxyrus punctatus
- Soort Anaxyrus quercicus – Eikpad
- Soort Anaxyrus retiformis
- Soort Anaxyrus speciosus
- Soort Anaxyrus terrestris – Zuidelijke pad
- Soort Anaxyrus woodhousii

Adenomus · 
Altiphrynoides · 
Amazophrynella · 
Anaxyrus · 
Ansonia · 
Atelopus · 
Barbarophryne · 
Blythophryne · 
Bufo · 
Bufoides · 
Bufotes · 
Capensibufo · 
Churamiti · 
Dendrophryniscus · 
Didynamipus · 
Duttaphrynus · 
Epidalea · 
Frostius · 
Ghatophryne · 
Incilius · 
Ingerophrynus · 
Laurentophryne · 
Leptophryne · 
Melanophryniscus · 
Mertensophryne · 
Metaphryniscus · 
Nannophryne · 
Nectophryne · 
Nectophrynoides · 
Nimbaphrynoides · 
Oreophrynella · 
Osornophryne · 
Parapelophryne · 
Pedostibes · 
Pelophryne · 
Peltophryne · 
Phrynoidis · 
Poyntonophrynus · 
Pseudobufo · 
Rentapia · 
Rhaebo · 
Rhinella · 
Sabahphrynus · 
Schismaderma · 
Sclerophrys · 
Strauchbufo · 
Truebella · 
Vandijkophrynus · 
Werneria · 
Wolterstorffina · 
Xanthophryne